# Stamnodes brunneata
Stamnodes brunneata là một loài bướm đêm trong họ Geometridae.